# Alan Novotný
Alan Novotný (* 9. srpna 1978 Brno) je český divadelní herec.
Po studiích na brněnské konzervatoři, které ukončil roku 1998, začal působit v Městském divadle Brno. Zde získal 1. května 2001 stálé angažmá v činoherním souboru. V roce 2020 načetl audioknihu Sedmdesátky – Hotel ve víru doby (vydala Audiotéka).

## Role vMdB
- Buča – Cikáni jdou do nebe
- Charley – Charleyova teta
- Barnabáš Tucker – Hello, Dolly!
- Karel Peterka – Škola základ života
- 1. gangster / 1. milionář – Sugar! (Někdo to rád horké) (muzikál)
- Chino – West Side Story
- Grumio – Zkrocení zlé ženy
- Francis Henshall – Sám na dva šéfy
- Gomez Addams – The Addams Family
- Alfréd Ďulínek – My Fair Lady (ze Zelňáku)
- Amos Calloway, Vize – Big Fish (Velká ryba)

## Filmografie
- Hasičárna Telecí (2018, TV seriál) jako Karel
- Lajna (2019, TV seriál) jako kadeřník